# Pdftops
pdftops är ett fritt datorprogram för kommandoraden som konverterar PDF-filer till PostScript-filer. Programmet kan vid behov plocka ut vissa sidor eller generera olika typers postscript (eps, level 1/2/3, färgseparering, TrueType- eller Type1-fonter o.s.v). Programmet ingår i Xpdf-projektet och är tillgängligt åtminstone för unixliknande system, VMS, OS/2 och Windows. pdftops distribueras också med CUPS.
Ett liknande program, pdf2ps, ingår i ghostscript-projektet.